# أينارو

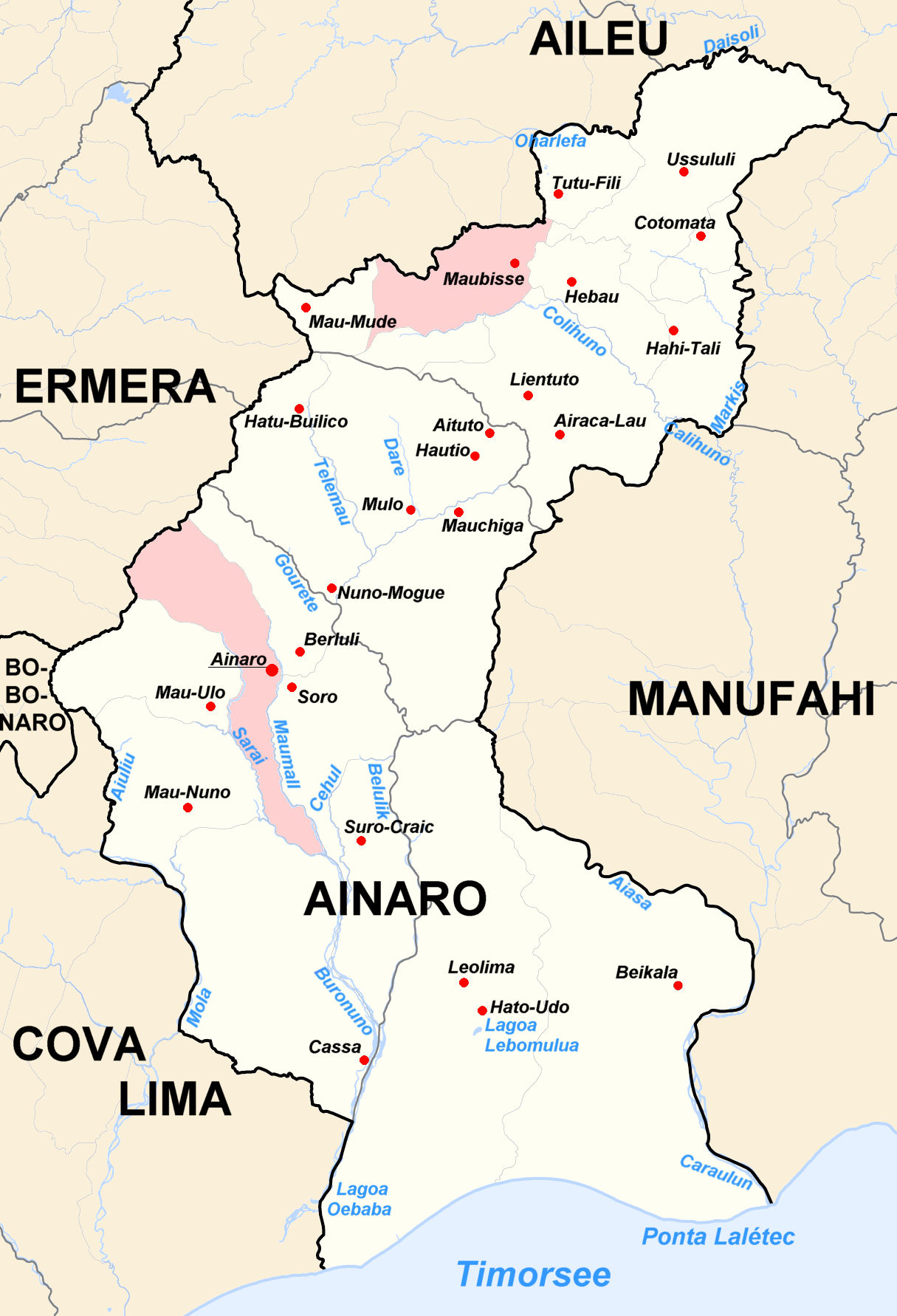
موقع المدينة

أينارو (بالبرتغالية: Ainaro) هي مدينة في تيمور الشرقية وعاصمة لمقاطعة أينارو. تقع في الجزء الجنوبي الغربي من البلاد. يبلغ عدد سكانها ما يقرب من 12،000 نسمة.

## مدن شقيقة
- ماديسون، الولايات المتحدة[1]
- بالارات، أستراليا[2]
- كاستيلو برانكو، البرتغال[2]
- أوليروس، البرتغال[2]